# Ginnastica ai Giochi della III Olimpiade - Parallele
La competizione delle parallele dei Giochi della III Olimpiade si è svolta il 28 ottobre 1904 presso il Francis Field della Washington University di Saint Louis.

## Risultato
Ogni concorrente ha eseguito tre esercizi, tutti liberi. Ogni esercizio è stato giudicato da tre giudici con un valore da 0 a 5, per un massimo di 15 punti per ogni esercizio.
| Pos.    | Atleta       | Nazione     | Punti |
| ------- | ------------ | ----------- | ----- |
| Oro     | George Eyser | Stati Uniti | 44    |
| Argento | Anton Heida  | Stati Uniti | 43    |
| Bronzo  | John Duha    | Stati Uniti | 40    |